# 鲍迪施反应
鲍迪施反应（Baudisch reaction）指苯及其衍生物、羟胺和过氧化氢在铜盐存在下反应得到（取代）邻亚硝基苯酚。1939年由奥斯卡·鲍迪施报道，后被Cronheim进一步研究。
反应产物可用于制取染料。